# (30953) 1994 PZ17
(30953) 1994 PZ17 est un objet de la ceinture principale d'astéroïdes extérieure de 6,566 km de diamètre découvert en 1994.

## Description
(30953) 1994 PZ17 a été découvert le 10 août 1994 à l'observatoire de La Silla, au Chili, par Eric Walter Elst.

### Caractéristiques orbitales
L'orbite de cet astéroïde est caractérisée par un demi-grand axe de 3,26 ua, un périhélie de 3,06 ua, une excentricité de 0,06 et une inclinaison de 10,15° par rapport à l'écliptique. Du fait de ces caractéristiques, à savoir un demi-grand axe entre 3,2 et 4,6 ua, il est classé, selon la JPL Small-Body Database, comme objet de la ceinture principale d'astéroïdes extérieure.

### Caractéristiques physiques
(30953) 1994 PZ17 a une magnitude absolue (H) de 13,4 et un albédo estimé à 0,236, ce qui permet de calculer un diamètre de 6,566 km. Ces résultats ont été obtenus grâce aux observations du Wide-Field Infrared Survey Explorer (WISE), un télescope spatial américain mis en orbite en 2009 et observant l'ensemble du ciel dans l'infrarouge, et publiés en 2011 dans un article présentant les premiers résultats concernant les astéroïdes de la ceinture principale.